# Caroline Röstlund (fotbollsspelare)
Carin Caroline Röstlund, född 22 oktober 1990 på Frösön, är en fotbollsspelare från Sverige (försvarare) som spelar för AIK sedan 2017.
Hon anslöt till AIK från Östersund DFF 2017. Vid sidan av fotbollen utbildar sig Caroline till teckenspråkstolk.